# Parque nacional Tarvagatai Nuruu
El parque nacional Tarvagatai Nuruu (en mongol: Тарвагатай Нуруу) cubre el sector suroeste de la cordillera Tarvagatai de las montañas Jangái en el centro de Mongolia. El parque es remoto y protege una zona de transición entre la estepa semiárida al sur y los bosques de coníferas en la vertiente norte de la cordillera. Un gran incendio quemó una parte importante del parque en 2002, incluidos 800 km² (308,9 mi²) de bosque, principalmente alerces y pinos siberianos. El parque está situado a unos 60 km al noreste de la localidad de Uliastai, en la región oriental de la provincia de Zavhan.

## Topografía
El parque se extiende en dirección noreste a lo largo de 100 km desde la base norte del monte Otgontenger, la montaña más alta de las montañas Jangái. El terreno es montañoso, con una elevación promedio de 2200 a 3200 metros. Las crestas de las montañas son relativamente planas en su parte superior, con empinadas laderas en su vertiente sur y amplios valles formados por glaciares.

## Clima y ecorregión
El clima característico de la zona es clima semiárido frío (clasificación climática de Köppen (BSk)). Este clima es característico de los climas esteparios intermedios entre los climas húmedos del desierto, y normalmente las precipitaciones están por encima de la evapotranspiración. Al menos un mes promedia temperaturas de menos de 0 °C (32,0 °F). La precipitación media en la región es de 76 a 158 mm/año.

## Flora y fauna
La biodiversidad del parque es alta debido a se extiende por diferentes zonas florales. Zonas de altitud que se elevan desde los pastizales de los valles a través de las laderas boscosas del norte hasta la tundra alpina en las elevaciones más altas. Las zonas climáticas también difieren según el aspecto de las laderas, su diferente exposición al viento, el sol y la evaporación, y las diferentes áreas de terreno glaciar y volcánico.
Las zonas esteparias orientadas al sur están cubiertas en un 70 % aproximadamente por pastos, formados por diferentes especies como: avena alpina (Helictotrichon), vellosilla (Hieracium), festuca de tundra (Festuca) y otras, y juncos como la juncia baja de hoja ancha (Carex pediformis). Las zonas boscosas están formadas principalmente por alerces (Larix sibirica) y pinos siberianos (Pinus sibirica).